# Katrin Seebacher
Katrin Seebacher (* 1966 in Karlsruhe; † 21. Februar 1997 in Frankfurt am Main) war eine deutsche Schriftstellerin.

## Leben
Katrin Seebacher wuchs zusammen mit drei Geschwistern in Grötzingen auf, legte am Karlsruher Bismarck-Gymnasium das Abitur ab und studierte Deutsch, Französisch und Italienisch an der Universität Freiburg. Seit 1986 schrieb sie Kurzgeschichten. Nach ihrem Studium unterrichtete sie 1987/88 am Lycée Paul Valéry und dem Collège in Sète in Südfrankreich; danach kehrte sie nach Freiburg zurück. Dort gab sie ab 1988 die Literaturzeitschrift Symposion heraus und betrieb gemeinsam mit Tilman und Wolfgang Spreckelsen den Kleinverlag Seebacher & Spreckelsen. Sie war Mitarbeiterin der von Jochen Schmidt herausgegebenen Hölderlin-Ausgabe des Deutschen Klassiker Verlags und der Fontane-Ausgabe des Berliner Aufbau-Verlags.
1996 legte Seebacher ihre Dissertation über Jean Paul vor. Parallel zu ihrer Promotion hatte sie seit 1993 ihren ersten Roman Morgen oder Abend geschrieben, für den sie im Februar 1997 den Rauriser Literaturpreis erhielt.
Kurz nach einer Lesung im Frankfurter Literaturhaus starb Seebacher am 21. Februar 1997 plötzlich an einem Aneurysma.

## Werke
- Vergessen. Seebacher & Spreckelsen, Freiburg 1991, ISBN 3-927938-01-7.
- Morgen oder Abend. Libelle Verlag, Lengwil am Bodensee 1996, ISBN 3-909081-76-2. (Taschenbuchausgabe: Fischer, Frankfurt am Main 2000, ISBN 3-596-14177-X)
- Poetische Selbst-Verdammnis. Romantikkritik der Romantik. Rombach, Freiburg im Breisgau 2000, ISBN 3-7930-9248-8.(= Univ. Diss., Freiburg im Breisgau 1997)
- Narziß ist Echo. In: Tilman Spreckelsen (Hrsg.) Augenblicke. Geschichten vom Sehen. Fischer, Frankfurt am Main 2006, ISBN 3-10-077450-7.

als Übersetzerin:
- mit Una Pfau: Dominique Bona: Gala. Ein Leben. Fischer, Frankfurt am Main 1996, ISBN 3-10-007804-7.

als Herausgeberin:
- Theodor Fontane: Schach von Wuthenow. Erzählung aus der Zeit des Regiments Gensdarmes. Aufbau-Verlag, Berlin 1997, ISBN 3-351-03118-1 (= Große Brandenburger Ausgabe, Das erzählerische Werk Band 6).